# God Shuffled His Feet (singolo)
God Shuffled His Feet è il quarto singolo dei Crash Test Dummies estratto dall'album God Shuffled His Feet e registrato nel 1994.

## Tracce
1. God Shuffled His Feet – 5:10

## Il video
Nel video ci sono un gruppo di persone radunati in un teatro per sentire Dio parlare. Ma alla fine si scopre che quest'ultimo è solo una marionetta manovrata da un uomo anziano dietro le quinte (riferimento a Il Mago di Oz).

## Classifiche
| Classifica (1994)                | Posizione massima |
| -------------------------------- | ----------------- |
| Billboard Canadian Singles Chart | 14                |